# Maculphrysus quadrimaculatus
Maculphrysus quadrimaculatus is een keversoort uit de familie bladrolkevers (Attelabidae). De wetenschappelijke naam van de soort werd in 1835 gepubliceerd door Franz Faldermann.